# Vadouvan

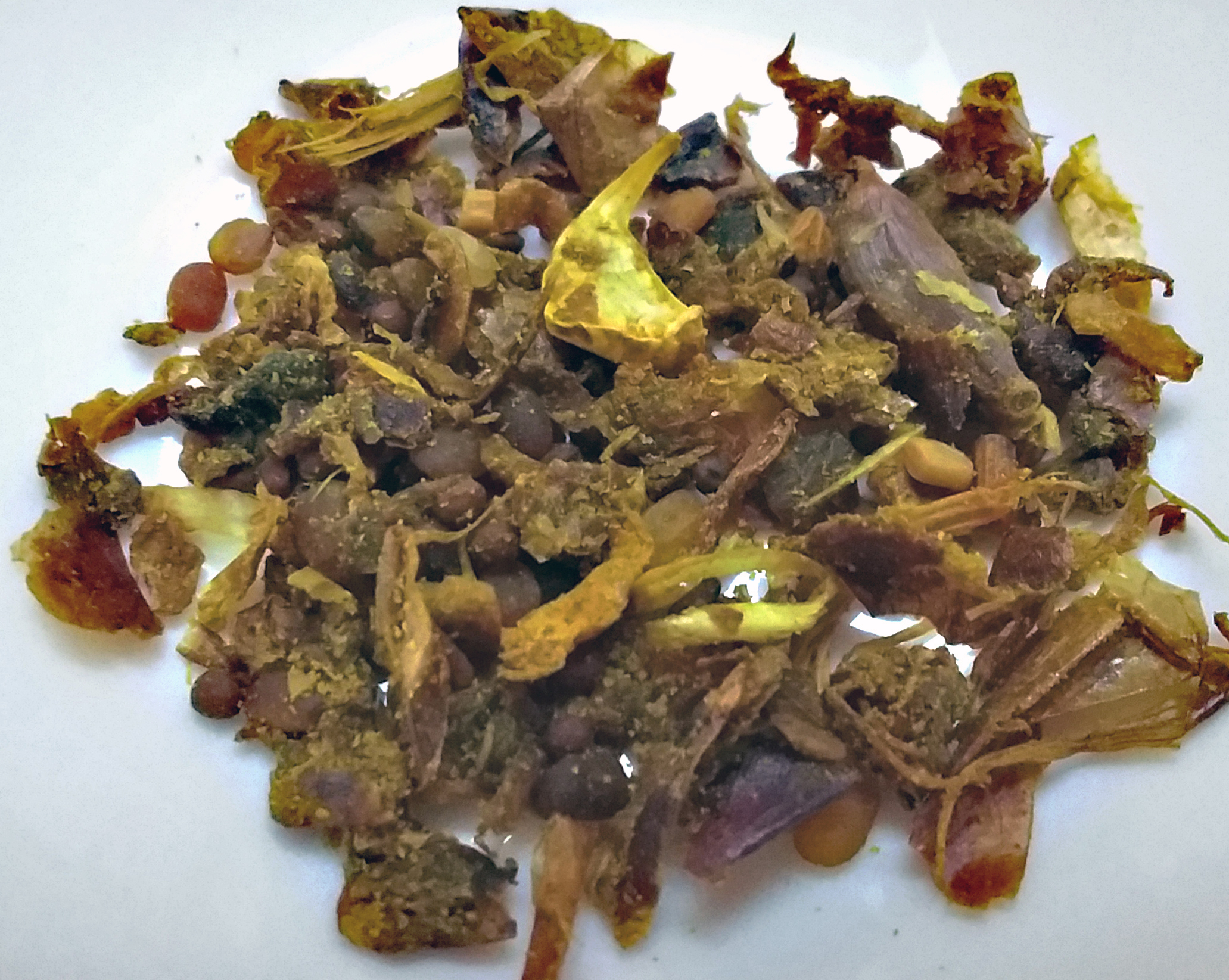

Vadouvan (of 'vaudouvan') is de Franse interpretatie van een Indiaas gefermenteerd specerijenmengsel afkomstig uit de regio Puducherry. Lokaal werd het vadavam, vadagam of vadakam genoemd, maar door de Frans koloniale invloed in Puducherry werd aan deze masala (specerijenmix) enkele 'Franse' elementen toegevoegd als sjalot, ui en knoflook en de mix was pas klaar voor verkoop na fermentatie. Lokaal wordt vadouvan in balletjes verkocht.
Vadouvan bevat normaal gesproken kerrieblad, fenegriek, mosterdzaad, knoflook en (gedroogde) uien en/of sjalot en  komijnzaad. Zoals veel specerijenmengsels varieert de samenstelling echter per regio.
De smaak van vadouvan is heel kenmerkend en aromatisch. Pittig, iets zoetig en rokerig wordt vaak gezegd.
Vadouvan kan met van alles gecombineerd worden, zoals vis, vlees, gevogelte en groente.